# Körting Radio Werke

Logo der Dr. Dietz & Ritter GmbH aus einer Werbung für Rundfunkempfänger aus den 1930er Jahren

Die Körting Radio Werke GmbH war ein Hersteller von Rundfunk- und Fernsehgeräten mit Sitz in Grassau im Chiemgau. Ihre Ursprünge gingen auf ein 1889 gegründetes Leipziger Beleuchtungsunternehmen zurück, mit dessen Kapitalbeteiligung 1925 das Unternehmen Dr. Dietz & Ritter gegründet wurde, das 1932 mit dem Bau von Rundfunkempfängern unter der Marke Körting begann. Oft gerühmt für die hohe Qualität seiner Produkte, gehörte Körting auch zu den Pionieren des Farbfernsehens in Deutschland.
Von 1954 bis 1978 war Körting Hauslieferant des seinerzeit bedeutenden Neckermann-Versandes. Danach wurde das Unternehmen von dem jugoslawischen Haushaltsgerätehersteller Gorenje übernommen. Nach dem Bankrott des daraus entstandenen Unternehmens 1983 wurde die Marke Körting noch in diversen osteuropäischen Ländern für einige Haushaltsgeräte verwendet.

## Geschichte

### Unternehmensgründung in Leipzig

Signet von Körting & Mathiesen (ca. 1920)

#### Die Bogenlampenfabrik Körting & Mathiesen
Im Jahr 1889 gründeten Max Körting und Wilhelm Mathiesen die Bogenlampenfabrik Körting & Mathiesen AG in Leipzig. Das Unternehmen zog später nach Leutzsch vor den Toren der Stadt um. 1901 firmierte das Unternehmen zur Lichttechnischen Spezialfabrik Körting & Mathiesen AG um. 1914 wurde „Kandem“ als Markenname gewählt. Der Betrieb war damals bereits international aufgestellt und hatte beispielsweise eine Vertretung in New York. Zu den Produktdesignern gehörte die Bauhauskünstlerin Marianne Brandt, deren Lampenentwurf für eine Kandem-Tischlampe in zwei Größen, die sie 1928 gemeinsam mit Hin Bredendieck entwickelt hatte, zum Design-Klassiker wurde. Auch weitere Kandem-Leuchten gingen auf Brandt zurück.
1946 wurde das Unternehmen enteignet, das Werk wurde demontiert und als Reparationsleistung in die Sowjetunion verbracht. 1948 stellte der Sohn des Gründers Fritz Körting, der seit 1930 im Vorstand war, das Unternehmen als Kandem – Apparate- und Leuchtenbau GmbH, die heute zum Philips-Konzern gehört, in Limburg an der Lahn neu auf.
Marktführend war die Körting & Mathiesen AG bei der Herstellung von Bogenlampen für Straßenbeleuchtungen. Ab 1923 begann sie außerdem mit der Fertigung von Kleintrafos, Drosselspulen und Stromversorgungsgeräten für die Funk- und Rundfunktechnik.

#### Dr. Dietz & Ritter – Fabrik für Radio-Erzeugnisse und Transformatoren
Mit Beteiligung von Körting & Mathiesen gründeten 1925 zwei vormalige Mitarbeiter des Unternehmens, der Kaufmann Oswald Ritter und der Techniker Wilhelm Dietz, in Leipzig-Stötteritz die Dr. Dietz & Ritter GmbH, Fabrik für Radio-Erzeugnisse und Transformatoren. Unternehmenssitz waren die ehemaligen Betriebsräume der Graphischen Kunstanstalt Dr. Trenkler & Co. in der Eichstädtstraße 11. Geschäftsführer waren Ritter und der Technische Leiter Dietz mit je 40 Prozent der GmbH-Anteile, Körting & Mathiesen gaben die Erlaubnis zur Verwendung der Marke „Körting“ und hielten 20 Prozent. Der Betrieb produzierte zunächst unter anderem Transformatoren, Kraftverstärker und dynamische Lautsprecher unter Lizenz des amerikanischen Unternehmens Magnavox.
Rundfunkempfänger, zunächst Geradeausempfänger, erweiterten 1932 die Produktpalette. Bereits ab 1933 produzierte das Unternehmen, nun unter der Firma Körting Radio, Dr. Dietz & Ritter GmbH, mit den Modellen Cyclo-Super und Hexodensuper seine ersten Superheterodynradios, auch Überlagerungsempfänger genannt. Im Rundfunkgerätehandel erreichte die Marke Körting bereits 1933 einen Marktanteil von 5,2 %, der im Folgejahr auf 7,35 % stieg.
1934 wurden die Superhet-Modelle Cyclo-Selector, Cyclo-Royal und weitere in das Programm aufgenommen und auch der Zweikreis-Reflexempfänger Novum verkaufte sich in mehreren Varianten sehr gut.
Die Radios von D & R, wie der Ultramar von 1935 mit neun Kreisen, erwarben sich bald einen ausgezeichneten Ruf. Der Achtkreis-Super Transmare mit 12 Elektronenröhren war das erste Rundfunkgerät mit Motorabstimmung und Drucktasten-Senderwahl. Das Gerät mit 20 Stationstasten gewann auf der Weltfachausstellung Paris 1937 zwei Grand Prix in der Klasse 15 (Radio) bzw. 49 (Musikinstrumente). Der Verkaufspreis betrug 745 Reichsmark (RM) – zum Vergleich: der Körting-Volksempfänger VE301Wn war 1937 für 76 RM erhältlich. Diese Preise entsprechen inflationsbereinigt in heutiger Währung 3.920 € bzw. 400 €
Im Zuge der Aufrüstung der Wehrmacht baute D & R ab 1935 im Auftrag des Reichsluftfahrtministeriums (RLM) in Lizenz von Telefunken und Lorenz Bordfunkgeräte für die Luftwaffe. Hierfür richtete das Unternehmen nicht weit entfernt in der Melscher Straße 7 einen zweiten Standort ein. Oswald Ritter gelang es, den noch von Körting & Mathiesen gehaltenen Geschäftsanteil zu erwerben. Im Jahr 1938 zählte Körting Radio zu den marktführenden Herstellern und beschäftigte 3.000 Mitarbeiter.
Wegen Differenzen mit dem Heereswaffenamt wurde die Entwicklung und Produktion von Militärtechnik unter RLM-Aufsicht gestellt und zum 1. November 1939 in die reichseigene Leipziger Funkgerätebau G.m.b.H. ausgegliedert. Die beiden Anteilseigner und Geschäftsführer Dietz und Ritter verloren ihre Posten. Wilhelm Dietz, der ohnehin im Konflikt mit Ritter wegen dessen Einmischung in die technischen Angelegenheiten des Unternehmens stand, ließ sich seinen 40-Prozent-Anteil an der GmbH auszahlen und starb im Juli 1944.

#### Körting-Radio-Werke
Der Leipziger Funkgerätebau wurde im April 1941 als Löwe Radio AG, Werk Leipzig der Berliner Löwe Radio AG angegliedert. Ab 1. August 1942 firmierte das Löwe-Zweigwerk in der Melscher Straße analog zum Mutterunternehmen Opta Radio AG, Werk Leipzig. Mit den finanziellen Mitteln der Ausgliederung seiner Wehrmachtsfertigung führte Ritter als alleiniger Inhaber in dem alten Werk Eichstädtstraße 11 (heute Untere Eichstädtstraße) unter dem Namen Körting-Radio-Werke Oswald Ritter die Rundfunkempfängerfertigung weiter.

### Nach dem Krieg: Neugründung im Westen
1948 erfolgte die Enteignung des Werkes in Leipzig, das im Herstellerverband Rundfunk- und Fernmelde-Technik der DDR als VEB Funkwerk Leipzig aufging. Der mittlerweile 70-jährige Oswald Ritter setzte sich mit einigen Mitarbeitern 1949 nach Marquartstein in Oberbayern ab und baute in Schloss Niedernfels eine Radiofabrik auf.
Mit Hilfe eines staatlichen Flüchtlingsförderungskredits von 5 Millionen DM erwarb er schließlich 1951 in Grassau am Chiemsee die Belwe GmbH, einen Hersteller von Bügeleisen, Toastern und Kleinstlampen, und erweiterte die Produktion dort um Rundfunkgeräte und Lautsprecher sowie zeitweise auch elektromedizinische Geräte. Auf einem Werksgelände von 26.000 Quadratmetern entstand zunächst eine neue Werkshalle von 2.500 m² Bodenfläche und ein Verwaltungsgebäude mit 1.500 m² Büroraum – ein Komplex, der etwa 1.500 Arbeitskräfte aufnehmen konnte.
Bereits im Mai 1951 befasste sich Körting mit dem Aufbau einer Abteilung für Entwicklung und Bau von Fernsehern. Der Anfang verzögerte sich aber aufgrund mangelnder Verfügbarkeit von Spezialgeräten und Fachpersonal. Bei Rundfunkgeräten erfolgte nach anfänglicher Typen-Vielfalt 1952 eine Beschränkung auf drei Modelle zuzüglich einiger Exportversionen, was die Wirtschaftlichkeit verbesserte und konkurrenzfähige Angebote ermöglichte. „In der Gestaltung der Modelle, vor allem des preiswertesten […] wurde größter Wert auf hervorragenden Klang und auf hohe UKW-Leistung gelegt. Auch das 300-DM-Modell gab dank des eingebauten, neuartigen Hochtonlautsprechers echte UKW-Qualität.“
Mit dem gegenüber den Mitbewerbern verspäteten Start von Körting auf dem westdeutschen Markt ergaben sich im Vertrieb, möglicherweise auch durch die Modellpolitik, dennoch erhebliche Probleme. Die Hausbank beauftragte Anfang 1953 Gerhard Böhme mit der Sanierung. Er fand 26.000 unverkaufte Rundfunkgeräte vor. Oswald Ritter trat noch im Sommer 1953 als Gesellschafter zurück und Böhme übernahm die Leitung des Unternehmens. 1955 sollte Ritter ganz aus dem Unternehmen ausscheiden und verstarb am 2. Oktober 1959 nach langer Krankheit.
Dennoch arbeitete die Entwicklungsabteilung erfolgreich und der mit Syntektor-UKW-Schaltung ausgestattete Syntektor 54W erregte bei der Funkausstellung 1953 in Düsseldorf mit seiner hervorragenden Trennschärfe und Stör- beziehungsweise Amplitudenmodulations-Unterdrückung Aufmerksamkeit.

#### Kooperation mit Neckermann
Böhme traf schließlich mit dem weiland sehr bedeutenden Versandhaus Neckermann in Frankfurt am Main weitreichende Vereinbarungen. Neckermann nahm nunmehr alle Rundfunk- und Fernsehgeräte von Körting ab. Körting ersetzte dabei das in Dachau ansässige Apparatewerk Bayern, das 1953 ein ähnliches Arrangement bezüglich des Vertriebes von Rundfunkempfängern getroffen hatte. Dabei wurde ein gemeinsam von AWB und Neckermann entwickelter und für 187 DM vertriebener „Klaviertastensuper mit UKW-, Mittel- und Langwellenteil“ eingeführt, der ein „sensationeller Verkaufserfolg [wurde], der den Namen Neckermann über den Flüchtlings- und Landbewohner-Kundenkreis des Unternehmens hinaus der breiten Öffentlichkeit bekanntwerden ließ.“ Die von Neckermann vertriebenen Körting-Geräte trugen nun zusätzlich das Neckermann-Logo. Körtings Name verschwand für kurze Zeit ganz von den Produkten, kehrte aber bald als Neckermann-Körting wieder zurück. Unter eigenem Namen wurde nurmehr für den Export gefertigt.
Im Herbst 1954 brachte Neckermann einen Körting-Fernseher Weltblick für 648 DM auf den Markt, damals ein „Sensationspreis“, der den vor dem Krieg avisierten Preis des Volksfernsehers von 650 Reichsmark erstmals unterschritt. 1955 war bereits ein Weltblick mit 43-cm-Bildröhre für 548 DM auf dem Markt und damals „das billigste Gerät seiner Art“. Die Kooperation zwischen Neckermann und Körting trug in jener Zeit entscheidend dazu bei, die Preisbindung der zweiten Hand für Fernsehgeräte auf dem deutschen Markt, die für den Einzelhandel Margen von 41 Prozent und damit 25 Prozent Handelsspanne ermöglicht hatte, zu beenden.
Durch die Zusammenarbeit mit Neckermann erreichte Körting ein Produktionsvolumen, das die Massenfertigung ermöglichte. Außerdem entfielen die sonst bei anderen Unternehmen anfallenden Marketingkosten.
Ab 1957 fertigte Körting auch Geräte für andere Hersteller, die von diesen unter deren Marken vertrieben wurden. Aufgrund der geringen Margen des Geschäftsmodells wurde das Unternehmen aber nicht reich. Körting betrieb aber weiterhin erfolgreiche Entwicklungsarbeit. 1957 brachte Körting als weltweit erstes Rundfunkgerät mit Dynamik-Expander den Dynamic 830 W auf den Markt.
Von 1952 bis 1964 versiebenfachte sich der Umsatz. In den Jahren 1963 und 1964 war Körting bei den steigenden Umsätzen gezwungen, seine Kapazitäten deutlich auszuweiten. In kurzer Folge wurden Zweigwerke in Grödig bei Salzburg, die Möbelwerke Wallerstein und die Körting-Italiana in Pavia gegründet, die zusammen später 1700 Mitarbeiter beschäftigten.
Mit wechselndem Erfolg versuchte Körting die ausländischen Märkte mit Geräten unter der Marke „Körting“ zu beliefern.

#### Farbfernseher
Zum Start des Farbfernsehens nach dem PAL-System in Westdeutschland im August 1967 – der Fernsehfunk der DDR folgte im Oktober 1969 mit dem SECAM-Verfahren – brachte Körting den preiswertesten Farbfernseher, ein Gerät mit 14 Röhren plus Bildröhre, auf den Markt. Der Weltblick Color Supermatic war bei Neckermann bereits für 1.990 DM erhältlich, was unter dem seinerzeitigen allgemeinen Großhandelspreis anderer Hersteller von etwa 2.000 DM inklusive Umsatzsteuer von damals 10 % lag. Diese Summe entspricht inflationsbereinigt in heutiger Währung 4.620 €. Wer das Gerät vor Sendebeginn am 25. August 1967 bei Neckermann bestellte, zahlte einen Subskriptionspreis von nur 1840 DM (entspricht 4.250 €). Allgemein lag der Endverkaufspreis von Farbfernsehern damals, als es noch die Preisbindung der zweiten Hand zwischen Herstellern und Händlern gab, bei rund 2.400 DM, was heute einer Kaufkraft von 5.540 € entspricht. Zum Vergleich sei angemerkt, dass der 1967 als „Sparkäfer“ vermarktete VW 1200 für 4.525 DM (entspricht heute 10.440 €) erhältlich war. Der Körting-Farbfernseher wurde vom Fernmeldetechnischen Zentralamt (FTZ) der Deutschen Bundespost, seinerzeit unter anderem das Aufsichtsorgan für Rundfunk- und Fernsehtechnik, als Referenzgerät für die Einhaltung der Vorschriften ausgewählt. Eine Pionierleistung war auch, dass die Körting-Farbgeräte bereits ab der zweiten Generation 1968 nur noch sieben Röhren plus Bildröhre und ein Farbsignalteil mit steckbaren Modulen hatten.

#### Letzte Expansion und Niedergang

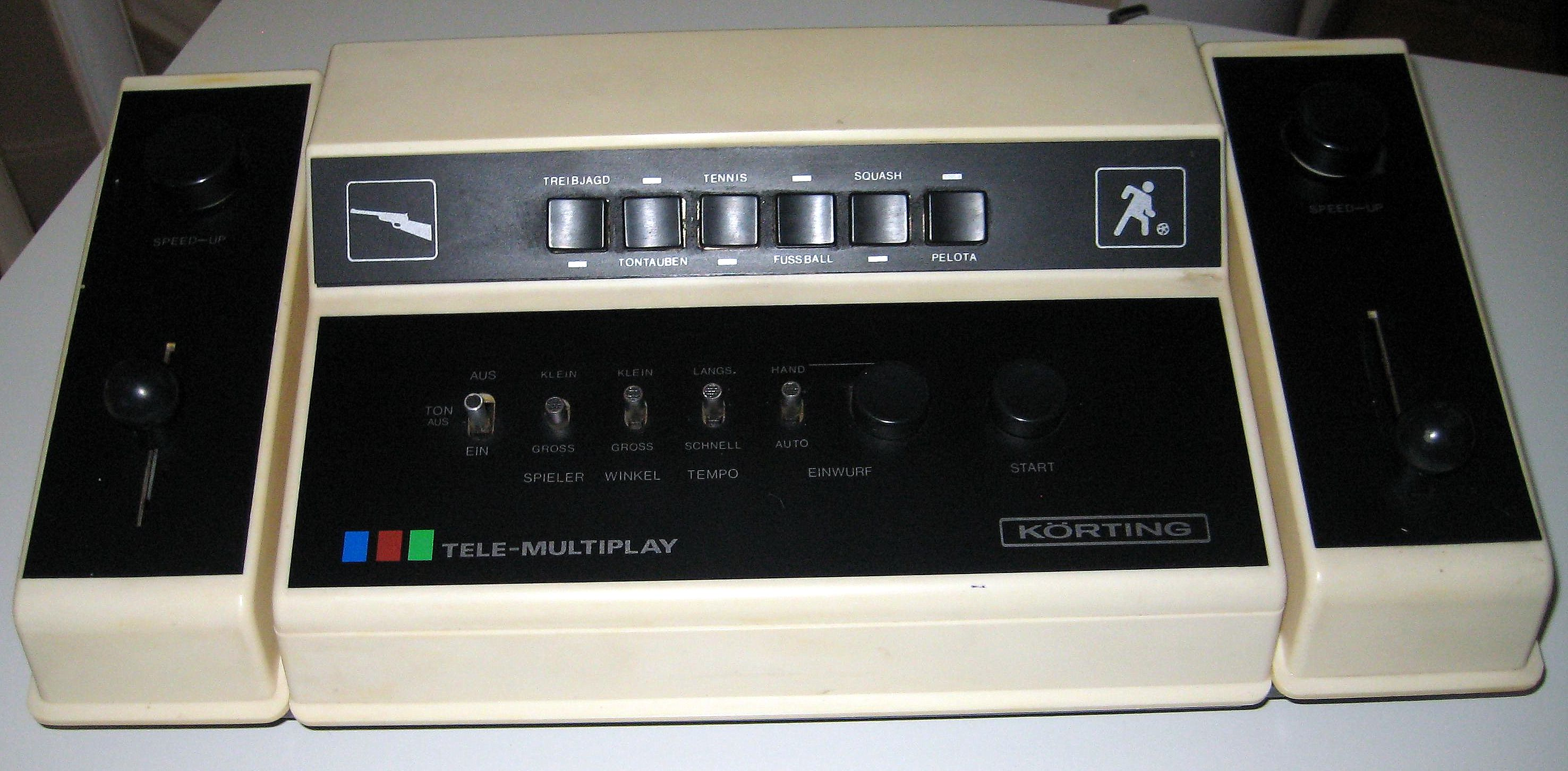
Körting Tele Multiplay 6000 (1977)

1970 schloss Körting mit dem jugoslawischen Staatsbetrieb Gorenje einen umfangreichen Know-how-Vertrag mit dem Ziel, die Produktion von Farbfernsehgeräten an deren Hauptsitz im slowenischen Velenje aufzubauen. Im Jahre 1973 erreichte Körting einen Umsatz von 320 Millionen DM und beschäftigte im Stammwerk 2300 Mitarbeiter.
Körting exportierte rund 40 % und 30 % der Produktion gingen an deutsche Abnehmer wie Kuba-Imperial, Elac, Blaupunkt und Siemens. Körting baute in Deutschland die günstigsten Chassis. Um den steigenden Bedarf an Leiterplatten decken zu können, wurde 1974 in Fehring in der Steiermark mit 290 Mitarbeitern das Zweigwerk Körting Elektronik (heute Teil von AT&S) gegründet.
1975 starb Böhme nach schwerer Krankheit. Sein Sohn Klaus Böhme übernahm die Geschäftsleitung. Ab 1975 war der Absatz in der Rundfunk- und Fernsehbranche allgemein rückläufig, was sich auch stark bei Körting auswirkte.
1977 wurde die Spielkonsole Körting Tele Multiplay 6000 herausgebracht.

#### Das Konkursverfahren
Am 22. Februar 1978 stellte Körting beim Amtsgericht Traunstein Antrag auf Eröffnung des gerichtlichen Vergleichsverfahrens zur Abwendung des Konkurses. Als Verwalter wurde der Stuttgarter Rechtsanwalt Volker Grub bestellt.

##### Insolvenzgründe
Entscheidend für den Insolvenzantrag war der Niedergang des Neckermann-Versandes, der im Jahre 1977 nach großen Zahlungsschwierigkeiten von Karstadt übernommen wurde. Mit dieser Übernahme war gleichzeitig ein neues Vertriebskonzept verbunden. Es wurden nunmehr nicht mehr ausschließlich Fernsehgeräte eines Herstellers vertrieben, sondern Karstadt bediente sich mehrerer Lieferanten. Dies führte zur Kündigung des Vertragsverhältnisses durch Neckermann am 21. November 1977.
Ausgelöst wurde der Insolvenzantrag von Körting durch den Zusammenbruch einer Hauptabnehmerin für Hi-Fi-Geräte des Herstellers Electro Acustic GmbH (Elac) in Kiel. Der finanzielle Verlust dieses Zusammenbruches belief sich für Körting auf über 10 Millionen DM. Auf Körting kam die Verpflichtung zu, sofort Wechselverbindlichkeiten in Höhe von 4.980.000 DM einzulösen.

##### Gescheiterte Übernahmeverhandlungen
Ein Vergleichsverfahren und damit ein Erhalt des Unternehmens wäre nur dann durchführbar gewesen, wenn Körting von einem finanzstarken Partner übernommen worden wäre, der laufende Verluste finanziert und gleichzeitig die Erfüllung einer Vergleichsquote garantiert hätte. Die Presse teilte die Auffassung des Verwalters. Verhandlungen mit diesem Ziel wurden geführt, blieben jedoch erfolglos.
Aussichtsreiche Verhandlungen wurden mit dem Fernsehgerätehersteller Saba GmbH in Villingen-Schwenningen geführt. Dessen Mutterkonzern war der US-amerikanische Konzern GTE General Telephone & Electronics Corp. Von Saba wurden ernsthafte und weitreichende Untersuchungen bei Körting durchgeführt und ins Einzelne gehende Detailplanungen einschließlich einer Personalplanung nach der Übernahme aufgestellt. Die Vertragsentwürfe für die Übernahme waren verhandelt und auch über die Preisgestaltung herrschte Klarheit. Unmittelbar vor der Unterzeichnung wurde die Übernahme am 2. Juni 1978 abrupt abgebrochen. Die Muttergesellschaft GTE gab Anweisung, in dieser Branche in Europa keine weiteren Investitionen vorzunehmen. Kurz darauf veräußerte GTE die Saba GmbH an das französische Unternehmen Thomson-Brandt.

##### Übernahme durch Gorenje
Nach den gescheiterten Verhandlungen eröffnete das Amtsgericht Traunstein am 9. Juli 1978 das Konkursverfahren. Konkursverwalter Volker Grub führte nun Gespräche, das Unternehmen im Wege eines Asset-Deals zu veräußern und führte Verhandlungen mit dem jugoslawischen Kooperationspartner Gorenje aus Velenje in Slowenien. Diese Übernahmeverhandlungen wurden in Deutschland mit großer Aufmerksamkeit von der Wirtschaftspresse verfolgt, weil zum ersten Mal ein Unternehmen aus einem kommunistischen Land ein großes deutsches Unternehmen übernehmen wollte. Die Verhandlungen mündeten am 24. Juli 1978 in einen notariellen Vorvertrag, mit dem sich Gorenje zum Erwerb von großen Teilen des Anlage- und Umlaufvermögens zur Fortführung des Betriebes verpflichtete. Die Übernahme sollte durch ein neuzugründendes Unternehmen, die Gorenje Körting Elektronik GmbH & Co. KG, erfolgen. Dieser Vorvertrag stand unter der Bedingung, dass Gorenje die Genehmigung der jugoslawischen Regierung erhält. Diese wurde noch im August 1978 erteilt, sodass noch am 22. August 1978 ein notarieller Kaufvertrag für Grundstücke, Maschinen, Vorräte und alle immateriellen Wirtschaftsgüter geschlossen wurde. Die Übernahme erfolgte am 1. September 1978. Die Frankfurter Allgemeine Zeitung widmete dieser Übernahme den Leitartikel auf Seite 1 und orakelt den Beginn neuer Handelsbeziehungen zwischen Deutschland und Jugoslawien.
Konkursverwalter Grub beendete das Konkursverfahren der Körting Radio Werke GmbH im Sommer 1981. Die Konkursgläubiger mit anerkannten Forderungen in Höhe von 50 Mio. DM erhielten eine Zahlungsquote von 53 %.

### Fortführung durch Gorenje
Am 1. September 1978 nahm Gorenje Körting Elektronik GmbH & Co. KG ihre Tätigkeit mit 914 Arbeitnehmern auf, die von Körting übernommen wurden. Noch im Jahre 1978 wurde die Belegschaft auf 1.400 Arbeitnehmer aufgestockt und zählte in der Spitze 1460 Arbeitnehmer. Die Übernahme des Betriebes durch Gorenje fand die finanzielle Unterstützung der bayerischen Staatsregierung mit einem Investitionszuschuss von 5 Mio. DM, der deutschen Arbeitsverwaltung mit einer Eingliederungsbeihilfe von 2,1 Mio. DM und einem Kredit der Bayerischen Vereinsbank und Commerzbank über 22 Mio. DM, der durch eine Bürgschaft der jugoslawischen Ljubljanska Bank gesichert war. Der Kaufpreis, den Gorenje dem Konkursverwalter für das gesamte Anlage- und Umlaufvermögen entrichtete, betrug demgegenüber rund 20 Mio. DM. Das Kapital der neuen Gesellschaft betrug 22 Mio. DM.
Hauptgeschäftsführer wurde der Slowene Oskar Pistor, der bereits in München die Vertriebsgesellschaft von Gorenje führte. Pistor löste Klaus Böhme ab, während mit Gerhard Zumkeller und Waldemar Moortgat-Pick zwei weitere deutsche Geschäftsführer blieben. Gorenje hatte mit Körting große Ziele. Die Außenhandelsbilanz sollte verbessert werden. Westliche Technologie sollte auch die Werke in Jugoslawien stärken. Die Marke „Gorenje“ sollte auf den Weltmärkten bekannt werden. Bereits im ersten Jahr nach der Übernahme sollte bei einem Umsatz von 216 Mio. DM ein Gewinn von 1,4 Mio. DM erwirtschaftet werden.
Die Erwartungen der Belegschaft auf eine sozialistische Unternehmensführung wurden nicht erfüllt. Gorenje investierte zwar großzügig in Forschung und Entwicklung, brachte neue Modelle auf den Markt und konnte gute Umsätze im europäischen Ausland erzielen. Das Unternehmen versuchte, den Inlandsvertriebsweg über den Fachhandel unter der Marke Körting wieder aufzubauen. Bei der anhaltenden wirtschaftlichen Schwächephase und dem differenzierten Verhalten auf Seiten des Fachhandels wurde das von Körting angestrebte Absatzvolumen im Inland jedoch nicht erreicht.
Die Investitionen in Forschung und Entwicklung zahlten sich kurzfristig aus. Die Stuttgarter Zeitung titelte am 23. August 1979: „Körting hat seinen alten Klang zurückerobert – der erste westliche Betrieb in der Hand eines sozialistischen Unternehmens“.

#### Niedergang der Gorenje Körting Electronic
Die deutsche Unterhaltungselektronik kam zu Beginn des Jahres 1979 in die Krise, der Absatz und die Preise gingen zurück. Der Markt war gesättigt und die japanische Konkurrenz unterbot die Preise. Die Wettbewerber Nordmende und Grundig machten Kurzarbeit. Auch die übrigen deutschen Hersteller wie SEL, Blaupunkt, Telefunken und Loewe-Opta schränkten ihre Produktion ein. Personalanpassungen wurden angekündigt.
Im Januar 1980 muss die Geschäftsführung von Körting verkünden, dass der Umsatz 1979 deutlich verfehlt und statt 216 Mio. nur ein Umsatz von 175 Mio. DM erreicht wurde. Das Ergebnis sei jedoch ausgeglichen.
Im Oktober 1980 wurde die Öffentlichkeit mit der Meldung überrascht, dass die Geschäftsführer Oskar Pistor und Bernd Zumkeller das Unternehmen mit einer Frist von einem Monat verlassen müssten. Pistor wurde durch drei Manager aus Jugoslawien ersetzt. Das Ressort Finanzen wurde an Fritz Seyfferth, einem langjährigen leitenden Mitarbeiter von Körting, übertragen.
Einen Monat später wurde die Massenentlassung von 400 Arbeitnehmern angekündigt. Im Dezember 1981 gab Gorenje die Kündigung weiterer 170 Arbeitnehmer bekannt.
Ein weiteres Jahr später, im Januar 1983, kündigte Gorenje die Stilllegung von Körting zum 31. März 1983 an.
Das Manager Magazin widmete Körting eine Missmanagementgeschichte unter dem Titel Marx und Murks im Chiemgau. Es wurde berichtet, dass Gorenje zwischen 100 und 120 Mio. DM für ihr kapitalistisches Abenteuer ausgegeben habe – ein für das devisenschwache und hoffnungslos überschuldete Jugoslawien mit einem Schuldenstand von 19,2 Mrd. Dollar in Westdevisen schmerzlicher Aderlass. Als Ursache für das Scheitern machte das Magazin inkonsequentes Handeln aus. Das Konzept von Pistor, so viel wie möglich in Grassau herzustellen, sei von Gorenje unterlaufen worden. Die Vorfertigung von TV-Teilen sowie die gesamte HiFi-Produktion sei nach Jugoslawien abgewandert. Die von dort gelieferten Teile seien nach der Eingangskontrolle noch einmal zu Reparaturzwecken über die Bänder in Grassau gelaufen. Auch mit dem Preisdruck, der von den japanischen Importen ausging, seien die Jugoslawen nicht zurechtgekommen.
Die Liquidation erfolgte ohne Insolvenzverfahren. Gorenje erfüllte alle finanziellen Verpflichtungen von Gorenje Körting Electronic ordnungsgemäß.

#### Fortführung der Marke Körting
Die Marke Körting sowie alle weiteren Verbands-, Patent- und Markenrechte gingen in den Besitz des Mutterhauses Gorenje und dessen Konzern über. Die Marke Körting wird von Gorenje in einigen osteuropäischen Ländern für diverse Haushaltsgeräte wie Waschmaschinen und Geschirrspüler weiterhin benutzt.
Günter F. Abele schrieb in Band 1 seines Buches Historische Radios, eine Chronik in Wort und Bild: „Von 1932 bis 1982 baute Körting Radios. Würde man heute einen Wettbewerb ausschreiben, wer wohl in diesen 50 Rundfunkjahren die weltbesten Empfänger auf den Markt gebracht hat – die Körting Radio-Werke kämen jedenfalls in die engere Wahl.“